# Матяшёвка (Киевская область)
Матяшёвка (укр. Матяшівка) — село, входит в Обуховский район Киевской области Украины.
Население по переписи 2001 года составляло 507 человек. Почтовый индекс — 08700. Телефонный код — 4572. Занимает площадь 0,011 км². Код КОАТУУ — 3223182003.
В селе родился Герой Советского Союза Владимир Конош.

## Местный совет
08750, Київська обл., Обухівський р-н, с. Григорівка, вул. Леніна, 2